# Michel Briçonnet
Pour les articles homonymes, voir Briçonnet.
Pour les autres membres de la famille, voir famille Briçonnet.
Michel Briçonnet, né en 1477 et décédé en 1556, est un prélat français,  soixante-septième évêque connu de Nîmes de 1515 à 1554.  Vicaire Général (1508-1514) de son oncle Guillaume Briçonnet, archevêque de Narbonne, puis archidiacre et vicaire général de la cathédrale de Lodève .  Au diocèse de Nîmes, il succède à son oncle, le cardinal Guillaume Briçonnet, administrateur apostolique.